# Dmytro Doroschtschuk
Dmytro Wassyljowytsch Doroschtschuk (ukrainisch Дмитрий Васильович Дорощук; geboren am 29. September 1986 in Nowowolynsk) ist ein ukrainischer Handballspieler, der auf der Spielposition Kreisläufer eingesetzt wird.

## Vereinskarriere
Der 2,00 Meter große und 88 Kilogramm schwere Kreisläufer stand von 2004 bis 2010 bei HK Portowyk Juschne unter Vertrag; zuvor spielte er bei Aviator Kiew. Die Saison 2010/2011 bestritt er in Israel für Hapoel Rischon LeZion, anschließend war er ein Jahr lang in der Ukraine für HK Motor Saporischschja aktiv. Von 2012 bis 2014 spielte er für den belarussischen Verein HC Dinamo Minsk, von 2014 bis 2020 spielte er wieder für den HK Motor Saporischschja. Zur Saison 2020/2021 wechselte er nach Portugal zu Sporting Lissabon. In der Saison 2021/2022 lief er für den polnischen Verein Wybrzeże Gdańsk auf.
Mit den Teams aus Juschne, Saporischschja, Rischon LeZion, Minsk und Lissabon nahm er an europäischen Vereinswettbewerben teil.

## Auswahlmannschaften
Dmytro Doroschtschuk erzielte in 43 Länderspielen für die ukrainische Nationalmannschaft 95 Tore (Stand: Januar 2020). Er spielte auch bei der Europameisterschaft 2010 und der Europameisterschaft 2020.

## Erfolge
- ukrainischer Meister 2005/2006, 2014/2015, 2015/2016, 2016/2017, 2017/2018, 2018/2019 und 2019/2020[2]
- belarussischer Meister 2012/2013[2]
- ukrainischer Pokalsieger 2014/2015, 2015/2016, 2016/2017, 2017/2018 und 2018/2019[2]